# Neobehaviorismus
Neobehaviorismus je směr, který zachovává myšlenku behaviorismu a klade důraz na chování a metodu stimul – reakce, ale na základě jemnější analýzy vztahů mezi podněty vnějšího prostředí a chováním organismu usuzuje i na určité vnitřní pochody organismu, které tyto vztahy zprostředkovávají.
Svou teorií kognitivních map ke vzniku výrazně přispěl Američan Edward C. Tolman, který vyšel z hypotézy zastánců gestaltismu a k původní teorii behavioristů (chování organismu je ovlivněno jeho předchozí ne/úspěšností) přidal tvrzení, že neméně důležitý je na tom všem nezávislý činitel je i poznávací zájem, který není vyvolán žádným specifickým stavem (hlad, touha po sexu), který existuje neustále jako směřování organismu k orientaci v prostředí.
Dalším představitelem byl B. F. Skinner, někdy označovaný jako „praotec programování“.